# El Camino Real (Reed)
El Camino Real - A Latin Fantasy is een compositie voor harmonieorkest van de Amerikaanse componist Alfred Reed. Het werk is geschreven in opdracht van de 581st Air Force Band (Band Of The United States Air Force Reserve) (AFRES). De première werd verzorgd door de opdrachtgevende orkest en hun dirigent Ray E. Toler op 15 april 1985 in Sarasota (Florida).
Het werk werd onder meer op cd opgenomen door de Koninklijke Militaire Kapel en het Senzoku Gakuen Symphonic Wind Orchestra, beide met de componist zelf als gastdirigent.